# Shaun O'Brien
Shaun O'Brien, född den 31 maj 1969, är en australisk tävlingscyklist som tog OS-silver i lagförföljelsen vid olympiska sommarspelen 1992 i Barcelona.